# 山中与幽人対酌
『山中与幽人対酌』（山中にて幽人と対酌す、さんちゅうにてゆうじんとたいしゃくす）は、唐の詩人・李白が詠んだ七言絶句。『山中対酌』とも題される。李白の代表作の一つである。

## 本文
| 山中與幽人對酌 | 山中與幽人對酌                                                              | 山中與幽人對酌                                     |
| -------------- | --------------------------------------------------------------------------- | -------------------------------------------------- |
| 兩人對酌山花開 | 両人対酌 山花開く りょうじんたいしゃく さんかひらく                         | 二人がさしむかいで飲むと山の花がよこで咲く         |
| 一杯一杯復一杯 | 一杯一杯 復た一杯 いっぱいいっぱい またいっぱい                             | 一杯、一杯、もう一杯。                             |
| 我醉欲眠卿且去 | 我酔うて眠らんと欲す 卿且く去れ われようてねむらんとほっす きみしばらくされ | わたしは酔った、眠くなった。きみよまあ帰りたまえ   |
| 明朝有意抱琴來 | 明朝 意あらば琴を抱いて来れ みょうちょう いあらばことをいだいてきたれ       | 明日の朝その気になれば琴（きん）を抱いておいでよ。 |

「開」「杯」「来」で押韻する。

## 解釈
題の「幽人」は、俗世間を避けて山奥に住む隠遁者を指す。
世俗を離れた山中で花に囲まれながら隠者と二人で親しく酒を酌み交わす様を詠んでいる。俺はもう酔ったから帰れと無造作に相手を帰してしまうあたり、それだけ気の置けない友人関係がうかがえると共に、李白の天衣無縫さも見て取れ、世俗の義理や作法を離れた高雅な境地が表現されている。
浮世離れした李白の人物像を語る上で酒は欠かせないものであり、この作品は「詩仙」と呼ばれた彼の自在な生きざまを鮮やかに映し出している。
起句
- 「両人」 - 作者と幽人[3]。
- 「対酌」 - 差し向かいで酒壺から酒を酌み交わすこと[9]。
- 「花」 - おそらくは桃[8]、あるいは躑躅、李、桐などが考えられる[6]。

承句
- 「復」 - 何度も[3]。

転句
- 「卿」 - 同僚や目下に使う[6]親しみを込めた二人称[1]。
- 「且」 - 時間的な「しばらく」ではなく、姑且、聊且の意味で「まあちょっと」といったところ[10]。

結句
- 「琴」 - 男性が弾く中国古来の楽器で[4]、古くは五弦、東周以降は七弦[3]。古代中国において琴は教養人の嗜みだった[5][9]。

承句の「一杯一杯復一杯」は、平仄も、同じ字は二度使わないという絶句の規則もわざと無視するという、李白らしい型破りな表現を用いている（これにより、七言絶句でなく古詩とする説もある）。単純な同語反復でリズミカルに畳みかけることにより、二人で差しつ差されつ杯を交わしながら次第に酔いが回るさまを巧みに表現している。
転句は、李白と共に愛酒詩人の双璧として知られる陶淵明の故事に倣ったものである。沈約の『陶潜伝』によると「潜の家にやって来る者には、貴賤を問わず、酒があればふるまった。そして、潜がもし先に酔ってしまえば、客に、私は酔っぱらった、眠りたいので帰ってくれ（我酔いて眠らんと欲す、卿去る可し）、といった」とある。
結句も、陶淵明が弦の無い琴を愛でたいわゆる無弦琴の故事を踏まえているのかもしれない。

## 制作
詠まれた時期、場所は明らかでない。安陸に閑居していた33歳の時、あるいは50歳ごろに山東か嵩山で詠んだか。作品の情景は李白の実体験と考えることもできるが、理想的な酒の飲みかたを詩に託したとみることもできる。

## 影響
酒を酌み交わす情景を描いた詩として良く知られたものの一つである。